# Brixental
Het Brixental is een zijdal van het Inndal in de Oostenrijkse deelstaat Tirol. Het dal buigt bij Wörgl af naar het zuidoosten. Het dal voert door het noordelijke deel van de Kitzbüheler Alpen richting Kitzbühel en wordt doorstroomd door de rivier de Brixentaler Ache. Het landschap wordt gekenmerkt door licht beboste bergkammen. Zowel de Oostenrijkse B170 als de Salzburg - Tirol-spoorlijn lopen door het dal.
De belangrijkste plaats in het dal is Hopfgarten im Brixental  (623 m) en verder Brixen im Thale (794 m) en Kirchberg in Tirol (837 m) dicht bij Kitzbühel. In de winter is het een belangrijk skigebied. 
Het dal behoorde vanaf 1312 tot de deelstaat Salzburg, maar werd in 1816 na verdrijving van het Napoleontische bewind bij Tirol gevoegd. 